# Tesi dell'industria nascente

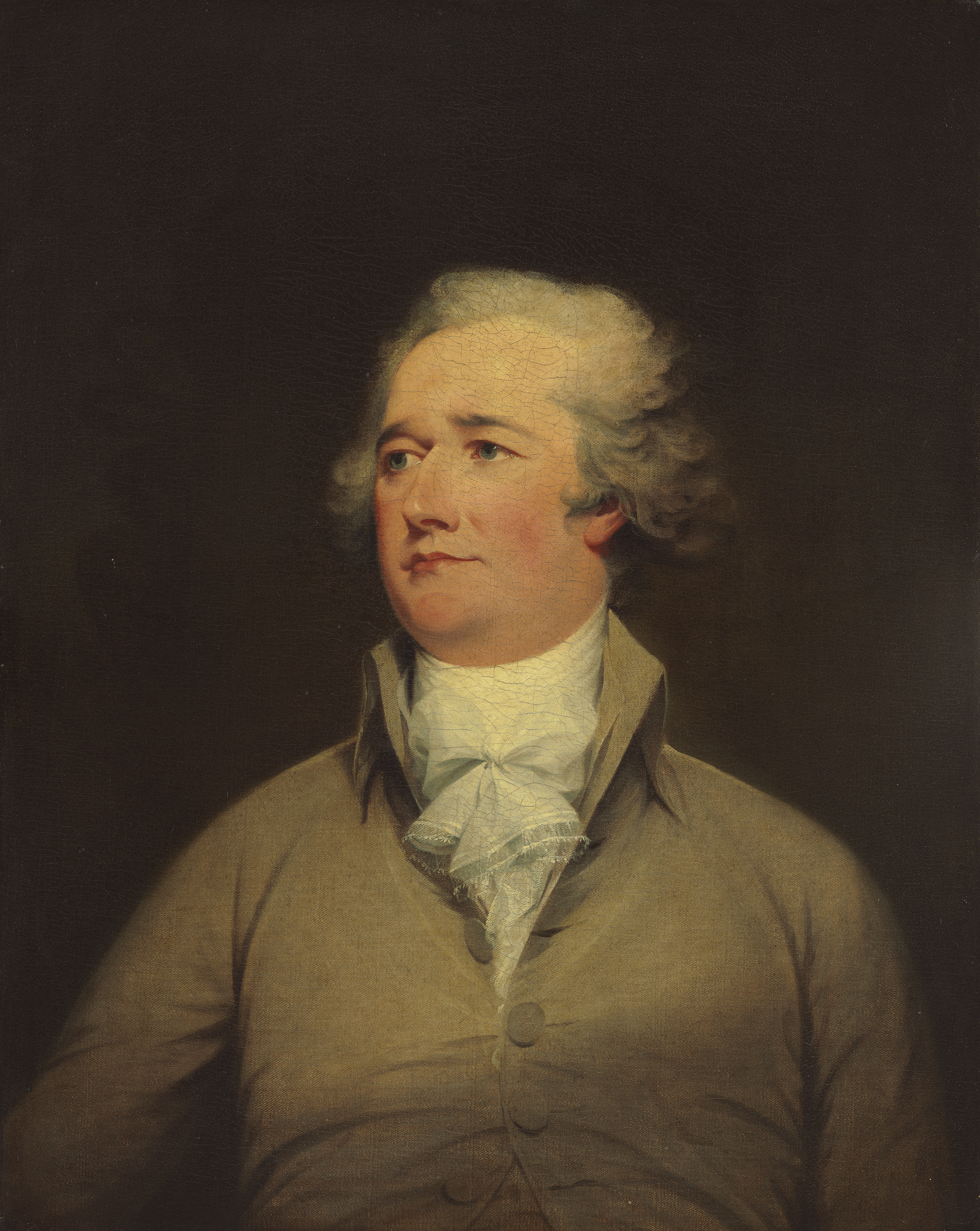
Alexander Hamilton, il primo a trattare dell'industria nascente

La tesi dell'industria nascente è un concetto economico alla base del protezionismo. Il nocciolo dell'argomento è che le industrie nascenti spesso non hanno quelle economie di scala che le industrie concorrenti di altri paesi potrebbero avere e quindi hanno bisogno di essere protette affinché possano raggiungere simili economie di scala. La logica a sostegno dell'argomento è che il protezionismo commerciale è costoso nel breve periodo ma porta benefici di lungo periodo.

## Definizione
Un'industria nascente è un nuovo settore industriale di uno stato che nelle sue fasi iniziali sperimenta una relativa difficoltà o un'assoluta incapacità di competere con le industrie affermate straniere. I governi hanno a volte la necessità di sostenere lo sviluppo delle industrie nascenti, proteggendo i settori nazionali nelle loro prime fasi, solitamente con sussidi e dazi. I sussidi possono essere indiretti, come quando vengono imposti dazi alle importazioni o vengono imposte alcuni divieti contro le importazioni di materie prime o lavorati.
Secondo gli economisti a favore della protezione delle industrie, il libero scambio condannerebbe i paesi in via di sviluppo a non essere altro che esportatori di materie prime e importatori di manufatti. L'applicazione della Teoria dei vantaggi comparati li porterebbe a specializzarsi nella produzione di materie prime e prodotti estrattivi e impedirebbe loro di acquisire una base industriale. Protezione delle industrie nascenti (ad esempio attraverso le tariffe sui prodotti importati) sarebbe quindi essenziale per i paesi in via di sviluppo per industrializzare ed evitare la loro dipendenza dalla produzione di materie prime.

## Prime strutturazioni
L'argomento fu articolato pienamente per la prima volta dal segretario al tesoro degli Stati Uniti Alexander Hamilton nel suo Report on Manifactures del 1790. Hamilton sosteneva che sviluppare un settore industriale sarebbe stato impossibile senza il protezionismo perché i dazi sulle importazioni erano necessari per sostenere le industrie nascenti locali finché non raggiungessero economie di scala. L'argomento fu sviluppato sistematicamente dall'economista politico statunitense Daniel Raymond e fu successivamente ripreso dall'economista Friedrich List nel suo lavoro del 1841 Il sistema nazionale dell'economia politica (Das nationale System der politischen Ökonomie) dopo aver soggiornato negli Stati Uniti negli anni 1820. List criticava la Gran Bretagna per aver sostenuto il libero scambio con altri paesi, considerato che la Gran Bretagna aveva ottenuto la propria supremazia economica grazie a dazi elevati e al sostegno del governo. List afferma che «è un espediente molto comune e ingegnoso che quando qualcuno ha raggiunto il vertice della grandezza, calcia via la scala per la quale è salito, per privare gli altri dei mezzi per raggiungerlo».

## Storia dell'attuazione
Molti paesi si sono industrializzati con successo grazie alle barriere tariffarie, compresi i principali sostenitori dell'economia neoliberista Regno Unito e Stati Uniti. Dal 1816 al 1945 i dazi degli Stati Uniti furono tra i più alti al mondo. Secondo Ha-Joon Chang «quasi tutti gli attuali paesi ricchi hanno usato protezioni daziarie e sussidi per sviluppare le proprie industrie». Il Canada sviluppò la propria nascente industria facilitando l'insediamento di immigrati nel Canada Occidentale e costruendo la ferrovia secondo il Programma Nazionale (National Policy), introdotto dal Partito Conservatore nel 1879, a seguito di un fallito esperimento di libero mercato con gli Stati Uniti, e mantenuto fino agli anni 50. Corea del Sud e Taiwan sono esempi più recenti di sviluppo economico e rapida industrializzazione con importanti sussidi statali, controlli sui cambi e tariffe elevate per proteggere i settori prescelti.
La raccomandazione politica della protezione dell'industria nascente è una scelta controversa. Come per altre motivazioni economiche del protezionismo è spesso abusata per interessi nel rent seeking. Inoltre, paesi che pongono barriere commerciali alle importazioni spesso subiscono ritorsioni sulle esportazioni. potenzialmente danneggiando le stesse industrie che la protezione ha lo scopo di aiutare. Anche quando la protezione dell'industria nascente è ben intenzionata, è difficile per i governi sapere quali industrie devono essere protette: le industrie nascenti potrebbero non crescere mai rispetto ai concorrenti stranieri. Negli anni 80 il Brasile ha imposto severi controlli sulle importazioni di computer dell'estero nel tentativo di nutrire la sua nascente industria informatica; questa industria non è mai maturata: il gap tecnologico tra il Brasile e il resto del mondo si è infatti ampliato mentre le industrie protette si limitavano a copiare computer stranieri di bassa fascia e venderli a prezzi gonfiati.
Nella seconda metà del XX secolo, Nicholas Kaldor riprende argomenti simili per consentire la conversione delle industrie che invecchiano. In questo caso, l'obiettivo era quello di salvare un'attività minacciata di estinzione dalla concorrenza esterna e di salvaguardare i posti di lavoro. Il protezionismo deve permettere alle imprese che invecchiano di recuperare la loro competitività a medio termine e, per le attività destinate a scomparire, permette la riconversione di queste attività e dei posti di lavoro.

### Raccomandazione alle Nazioni Unite
All'interno del suo rapporto del 2000 al Segretario generale delle Nazioni Unite, Ernesto Zedillo raccomandò di «legittimare una protezione parziale e limitata nel tempo alcuni settori industriali da parte dei paesi nelle prime fasi dell'industrializzazione», sostenendo che «per quanto fuorviante fosse il vecchio modello di protezione totale inteso a nutrire la sostituzione delle importazioni, sarebbe un errore andare all'altro estremo e negare ai paesi in via di sviluppo l'opportunità di coltivare attivamente lo sviluppo di un settore industriale».